# Stazione di Edolo
La stazione di Edolo è la stazione ferroviaria capolinea della linea proveniente da Brescia e a servizio dell'omonimo centro abitato.

## Storia
Fu attivata il 4 luglio 1909 assieme all'apertura al servizio pubblico del tronco ferroviario proveniente da Breno.

## Strutture e impianti
Il fabbricato viaggiatori è stato progettato e costruito dalla Società Nazionale Ferrovie e Tramvie (SNFT) secondo lo stile delle stazioni secondarie di prima classe della ferrovia Iseo-Edolo, come Iseo, Pisogne e Breno.
Il piazzale è composto dal binario di raddoppio, lungo 213 m, e da quello di corsa della linea ferroviaria. Entrambi sono serviti da altrettante banchine, lunghe ognuna 106 m, ma solo la prima è coperta da una pensilina. Un terzo binario in asse al fabbricato viaggiatori, di scalo, è lungo 219 m ed è raccordato alla rimessa locomotive.
È presente un altro binario di scalo, lungo 89 m, come prolungamento del binario di raddoppio ed è presente anche un rifornitore dell'acqua.
Parte dell'area ferroviaria è utilizzata anche come deposito per gli autobus di Ferrovie Nord Milano Autoservizi (FNMA).

## Movimento
La stazione è capolinea dai treni RegioExpress (RE) e regionali (R) Brescia-Edolo, gestiti da Trenord nell'ambito del contratto stipulato con la Regione Lombardia.

## Servizi
- Biglietteria automatica
- Sala d'attesa
- Servizi igienici
- Bar

## Interscambi
- Fermata autobus